# Gazit
Gazit (hebreiska: גזית) är en ort i Israel.   Den ligger i distriktet Norra distriktet, i den nordöstra delen av landet. Gazit ligger 132 meter över havet och antalet invånare är 616.
Terrängen runt Gazit är lite kuperad.Runt Gazit är det ganska tätbefolkat, med 80 invånare per kvadratkilometer. Närmaste större samhälle är Nasaret, 14,9 km nordväst om Gazit. Trakten runt Gazit består till största delen av jordbruksmark.